# 1182
| Calendário gregoriano                                                        | 1182 MCLXXXII                                         |
| Ab urbe condita                                                              | 1935                                                  |
| Calendário arménio                                                           | 631 – 632                                             |
| Calendário bahá'í                                                            | -662 – -661                                           |
| Calendário budista                                                           | 1726                                                  |
| Calendário chinês                                                            | 3878 – 3879 Início a 6 de fevereiro (aproximadamente) |
| Calendário copta                                                             | 898 – 899                                             |
| Calendário etíope                                                            | 1174 – 1175                                           |
| Calendários hindus - Vikram Samvat - Calendário nacional indiano - Cáli Iuga | 1237 – 1238 1103 – 1104 4282 – 4283                   |
| Calendário Holoceno                                                          | 11182                                                 |
| Calendário islâmico                                                          | 578 – 579                                             |
| Calendário judaico                                                           | 4942 – 4943                                           |
| Calendário persa                                                             | 560 – 561                                             |
| Calendário rúnico                                                            | 1432                                                  |
| Calendário solar tailandês                                                   | 1725                                                  |

1182 (MCLXXXII, na numeração romana) foi um ano comum do século XII do Calendário Juliano, da Era de Cristo, a sua letra dominical foi C (52 semanas), teve início a uma sexta-feira e terminou também a uma sexta-feira.
No reino de Portugal estava em vigor a Era de César que já contava 1220 anos.
| Ano completo                       |
| ---------------------------------- |
| Ano comum com início à sexta-feira |

## Eventos
- Julião Pais é nomeado chanceler-mor por D. Afonso Henriques.
- Doado á Vila de Coruche o seu Foral.

## Nascimentos
- 5 de julho (data incerta) - São Francisco de Assis.
- 26 de setembro de 1182 - Francisco de Assis [1]

## Mortes
- Pedro I de Courtenay foi senhor de Courtenay (n. 1125).
- Gomes Gonzalez de Manzanedo, Conde de La Vid de Bureba (n. 1110).